# Tanacetum zahlbruckneri
Tanacetum zahlbruckneri là một loài thực vật có hoa trong họ Cúc. Loài này được (Nab.) Grierson miêu tả khoa học đầu tiên năm 1975.